# Lysistrata (téléfilm)
Pour les articles homonymes, voir Lysistrata (homonymie).
Pour la comédie grecque antique, voir Lysistrata.
Pour plus de détails, voir Fiche technique et Distribution.
Lysistrata (Die Sendung der Lysistrata) est un téléfilm ouest-allemand réalisé par Fritz Kortner et primodiffusé sur la Norddeutscher Rundfunk en janvier 1961.
Le téléfilm est adapté de Lysistrata, la comédie grecque antique d'Aristophane écrite en 411 av. J.-C.

## Synopsis
Dans les années 1960, l'actrice Agnes Salbach et son mari invitent deux couples mariés à regarder chez eux un soir un téléfilm dans lequel elle joue le rôle principal. Le premier couple est composé du patron de son mari et de sa épouse. Le second est composé d'Uschi, qui est également actrice dans le téléfilm, et son mari. Le mari d'Agnès est un chimiste qui a inventé un nouveau carburant et a reçu une offre financièrement prometteuse des États-Unis. Cependant, sa femme craint que les résultats de son travail profitent finalement surtout aux militaires. Le téléfilm se déroule durant l'antiquité. Athènes et Sparte sont depuis longtemps dans une guerre destructrice et Lysistrata appelle des femmes des deux villes pour mettre fin à cette situation inacceptable. Elle suggère que les femmes fassent une grève du sexe jusqu'à ce que les hommes acceptent de mettre fin à leur guerre.

## Fiche technique
Sauf indication contraire, les informations mentionnées dans cette section peuvent être confirmées par la base de données cinématographiques IMDb,  présente dans la section « Liens externes ».
- Titre français : Lysistrata[1]
- Titre original allemand : Die Sendung der Lysistrata[2]
- Réalisation : Fritz Kortner
- Scénario : Fritz Kortner
- Photographie : Wolfgang Zeh, Frank Banuscher (de)
- Montage : Klaus Dudenhöfer, Ingeborg Taschner
- Musique : Herbert Brün (de)
- Costumes : Helmut Koniarsky
- Production : Gyula Trebitsch (de)
- Société de production : Real-Film GmbH
- Pays de production :  Allemagne de l'Ouest
- Langue originale : allemand
- Format : Noir et blanc - 1,33:1 - Son mono - 35 mm
- Genre : Drame antique
- Durée : 108 minutes (1 h 48)
- Dates de primodiffusion : 
  - Allemagne de l'Ouest : 17 janvier 1961 (NDR)
  - France : 29 septembre 1961
- Mention :
  - Allemagne de l'Ouest : Interdit aux moins de 18 ans[2]

## Distribution
- Barbara Rütting : Lysistrata / Agnes Salbach
- Romy Schneider : Myrrhiné / Uschi Hellwig
- Ruth Maria Kubitschek : Lampito
- Karin Kernke (de) : Kalonike
- Willy Reichert (de) : Le membre du conseil
- Peter Arens (de): Kinesias / Hans Flims
- Wolfgang Kieling : Dr. Salbach
- Karl Lieffen : M. Hellwig
- Franz Schafheitlin : M. Kienast
- Herta Worell (de) : Mme Kienast
- Ullrich Haupt (de) : M. Ellinger
- Ursula Graeff (de) : Mme Ellinger

et dans les rôles des Athéniennes : Urte Clasing (de), Ada Krauss, Dorothea Moritz, Elisabeth Zimmer

## Exploitation
Le film a été produit par Norddeutscher Rundfunk pour 530 000 deutschemarks. Plusieurs stations de télévision ARD dans les différents Länder gouvernés par la CDU ont voulu renoncer à la diffusion pour des raisons morales autant que politiques. Le directeur de la Süddeutscher Rundfunk (de) a notamment déclaré : « Je considère que ce téléfilm est esthétiquement très pauvre, moralement offensant et politiquement clivé ». Le coordinateur du Bayerischer Rundfunk, Claus Münster, a quant à lui indiqué : « Les partisans de l'armement nucléaire sont caricaturés d'une manière tout simplement injuste ». Le débat s'est déroulé dans le contexte des projets du cabinet Adenauer III, qui prévoyait de doter la Bundeswehr d'armement nucléaire.
Peu de temps avant la diffusion télévisuelle prévue, un distributeur prend la responsabilité de projeter le téléfilm dans les cinémas de ces Länder, par exemple à Munich. Cela a été rendu possible car le producteur Gyula Trebitsch, qui avait mis son studio personnel à Hambourg à disposition pour le tournage, avait obtenu en échange les droits d'exploitation du téléfilm en salles. L'exploitation en salles était au départ surtout prévue dans l'optique d'une exportation du film à l'étranger. Le film obtient alors le visa auprès du Freiwillige Selbstkontrolle der Filmwirtschaft assorti d'une interdiction aux moins de 18 ans. Certains arguent de la différence fondamentale entre une sortie en salles et la diffusion à la télévision : les cinémas sont fréquentés par un public volontaire et consentant, tandis qu'une diffusion à la télévision « entreraient dans les appartements sans demander ». La résistance à la diffusion télévisée s'effondre finalement, la quasi-totalité des stations de télévision qui l'avaient précédemment rejeté le diffusent le 17 janvier 1961. Ce n'est qu'en Bavière que les écrans restent éteint après dix heures du soir,. Il n'a été diffusé sur la Bayerischer Rundfunk que le 20 avril 1975.